# Anneville-Ambourville
Anneville-Ambourville – miejscowość i gmina we Francji, w regionie Normandia, w departamencie Sekwana Nadmorska. Przez miejscowość przepływa Sekwana. 
Według danych na rok 1990 gminę zamieszkiwało 986 osób, a gęstość zaludnienia wynosiła 48 osób/km² (wśród 1421 gmin Górnej Normandii Anneville-Ambourville plasuje się na 242. miejscu pod względem liczby ludności, natomiast pod względem powierzchni na miejscu 49.).